# 江貞
江貞，福建建寧府建安縣（在今福建省建瓯市境）人，明朝官员、進士出身。
建文三年（1401年），福建壬午科鄉試中舉。永樂二年（1404年），江貞中甲申科殿試二甲第五十名進士，同年十二月，授给事中，后因事降職，后改任龍游縣知縣，死於任內。